# Tarō Okamoto
Tarō Okamoto (岡本太郎?, Okamoto Tarō; Kawasaki, 26 febbraio 1911 – 7 gennaio 1996) è stato un pittore, scultore e scrittore giapponese famoso per i suoi dipinti e sculture astratte e d'avanguardia.

## Biografia
Okamoto studiò alla Panthéon Sorbonne negli anni trenta del secolo scorso, creando la maggior parte dei suoi lavori dopo la seconda guerra mondiale. Egli fu un artista e scrittore molto prolifico fino alla sua morte, avendo una grande influenza sulla società e cultura giapponese . Nei suoi anni a Parigi, dove risiedette per circa dieci anni fino al 1930, l'artista fu profondamente interessato all'occulto e ai culti misterici. Si laureò in etnologia sotto la guida del professor Marcel Mauss (1872-1950) all'università la Sorbona di Parigi, focalizzando i suoi studi sui riti di alcune tribù tipici di alcune zone dell'Oceania. Okamoto frequentò inoltre il "Collège de sociologie" tenuto da Georges Bataille (1897-1962), partecipando anche ad alcuni riti eseguiti nel silenzio e nell'oscurità nel bosco di Saint-Germain nei dintorni di Parigi come membro di Acéphale, una società spirituale segreta.
Fra gli artisti con cui Okamoto venne a contatto nel suo soggiorno a Parigi vi era André Breton (1896-1966), una figura di primo piano nel surrealismo, e Kurt Seligmann (1900-62), un altro artista che aveva tenuto contatti con Ippei e Kanoko Okamoto, i genitori di Tarō.
Nel 1964 Tarō Okamoto pubblicò un libro intitolato "Misteri del Giappone" (神秘日本?, Shinpi Nihon); la scintilla che fece scoppiare il suo interesse per i misteri tipici della cultura giapponese furono gli oggetti del Periodo Jōmon conservati nel Museo nazionale di Tokyo. Dopo questo avvenimento, l'artista giapponese viaggiò per tutto il paese alla ricerca della stessa sensazione che aveva percepito osservando quegli oggetti, pubblicando poco dopo il libro "Riscoperta della topografia dell'arte giapponese" (日本 再発見芸術 風土記?, Nihon Sai-hakken Geijutsu Fudoki).
Uno dei suoi lavori più famosi, La torre del Sole, divenne il simbolo dell'Expo'70 a Suita. Esso mostra il passato (parte inferiore), il presente (parte mediana) e il futuro (il volto) della razza umana. Esso si trova al centro dell'Expo Memorial Park. Kawasaki, sua città natale, ha costruito un museo alla sua memoria a Tama-ku, a nord ovest rispetto alla città.

## Riferimenti nella cultura
Nel manga Naruto, di Masashi Kishimoto, uno degli antagonisti, un terrorista chiamato Deidara, è ovviamente ispirato allo stile di Okamoto. Una delle frasi più spesso ripetuta da questo personaggio, "L'arte è esplosione" (芸術は爆発だ?, Geijutsu wa Bakuhatsu da), fu inizialmente resa popolare da Okamoto attorno al 1981. Deidara utilizza delle sculture di argilla esplosiva che in qualche modo sono rassomiglianti ad alcuni lavori di Taro, e perfino la sua "forma d'arte definitiva", quando egli trasforma se stesso in una bomba, ha la forma della Torre del Sole. Questa frase è anche presente nell episodio numero 4 dell'anime "The Reflection".
L'artista compare nei titoli di testa (di cui tratteggia il motivo grafico) del film "Fuga dal Giappone" diretto nel 1964 da Kiju Yoshida.